# Ondansetron

Ondansetrons enantiomerer. S-ondansetron (övre) och R-ondansetron (undre).

Ondansetron är ett läkemedel, som huvudsakligen används som antiemetikum. Läkemedlet används i samband med kemoterapi och strålbehandling, eller efter operation för att förebygga eller behandla illamående och kräkningar. Det är också effektivt för att stoppa kräkningar och illamående orsakade av gastroenterit.